# Сілецький Степан Іванович
Степан (Стефан) Іванович Сілецький (1895, м. Самбір - 9 червня 1919, с. Сливки) — український студентський і громадський діяч. Делегат Української Національної Ради ЗУНР, представляв студентство. 

## Життєпис
Народжений у Самборі в родині професора Самбірської учительської гімназії Івана Селецького. Навчався на медичному відділі Львівського університету. 
Під час ПСВ – санітар австро-угорської армії. Делегат української Конституанти й УНРади ЗУНР від студентської молоді, брав 
участь у засіданнях Львівської та Станиславівської делегацій. Посланець УНРади до Самбора з  наказом встановити українську владу (31.10–1.11.1918). Член комісії суспільної опіки УНРади, заступник секретаря, потім секретар Президії УНРади (01–05.1919). Служив санітарним четарем у  військової групі “Хирів” УГА.
Убитий поляками 8 червня 1919 року на річці Велика Турава коло селища Погар. Похований у с. Сливки, перепохований у 1922 році разом з батьком і швагром Василем Падохом у Самборі.